# Mering
Mering ist ein Markt im schwäbischen Landkreis Aichach-Friedberg und der Sitz der Verwaltungsgemeinschaft Mering. Der nahe Augsburg gelegene Ort stellt ökonomisch ein Unterzentrum für den südlichen Landkreis dar.

## Geografie

### Lage
Mering zählt zur Planungsregion Augsburg und befindet sich am Rande des Lechfelds etwa 15 km südöstlich der Kernstadt von Augsburg. Die Gegend zählt zur Landschaft des Lechrains. Der bedeutendste Fluss im Gemeindegebiet ist die Paar. Knapp westlich der Gemeinde liegen der Lech und die Lechstaustufe 23.

### Gemeindeteile
Die Gemeinde hat sechs Gemeindeteile (in Klammern ist der Siedlungstyp angegeben):
- Baierberg (Kirchdorf)
- Harthof (Einöde)
- Mering (Hauptort)
- Meringerzell (Kirchdorf)
- Reifersbrunn (Weiler)
- Sankt Afra (Siedlung)

Es gibt die Gemarkungen Baierberg und Mering.

### Nachbargemeinden
|          | Kissing                                     | Hörmannsberg |
| Augsburg | Kompassrose, die auf Nachbargemeinden zeigt | Ried         |
|          | Merching                                    |              |

## Geschichte

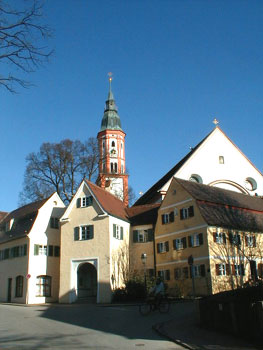
Wehranlage St. Michael mit Kirchbogen

### Bis zum 18. Jahrhundert
Die Gegend ist seit etwa 3500 v. Chr. besiedelt, wie ein 1966 entdecktes jungsteinzeitliches Dorf beweist.
Mering wurde 1021 erstmals urkundlich erwähnt. Es handelte sich um ein Hausgut der schwäbischen Welfen. Im Jahr 1167 übernahm der Stauferkaiser Friedrich I. Barbarossa durch Erbvertrag die welfischen Hausgüter in Schwaben, die nun den staufischen Hausgütern zugeschlagen wurden. Mit der Enthauptung des Stauferkönigs Konradin im Jahr 1268 gelangten die bayerischen Herzöge erstmals in den Besitz des Hausgutes Mering. Sie waren bestrebt, ihren Machtbereich in den alamannischen Siedlungsbereich hinein – bis an den Lech – auszudehnen.
1704, im Spanischen Erbfolgekrieg, wurde Mering von den Engländern und Holländern völlig niedergebrannt.
Mering war bis 1779 Pflegamt und gehörte zum Rentamt München des Kurfürstentums Bayern.

### 19. und 20. Jahrhundert
1838 wurde der Gemeinde Mering von König Ludwig I. ein Wappen verliehen, welches auf die ehemalige Welfenburg und die Schlacht auf dem Lechfeld im Jahr 955 hinweist. Am 18. November 1911 wurde Mering in die Klasse der Märkte mit städtischer Verfassung erhoben.
Nach rund 700 Jahren Zugehörigkeit zum bayerischen Herrschaftsgebiet gelangte Mering im Jahr 1944, als Bestandteil des damals noch eigenständigen Landkreises Friedberg (seit der Kreisreform 1972 ein Teil des neugebildeten Landkreises Aichach-Friedberg), innerhalb Bayerns wieder in einen schwäbischen Landesteil. Im Einzugsbereich Merings wird der so genannte Lechrainer Dialekt gesprochen, ein schwäbischer Dialekt mit starken bairischen Einschlägen.

### Eingemeindungen
Am 1. Juli 1972 wurde das Dorf Baierberg in den Markt Mering eingegliedert. Es hatte vorher zusammen mit Oberdorf (heute bei Mittelstetten) eine eigenständige Gemeinde im Landkreis Fürstenfeldbruck gebildet.

### Einwohnerentwicklung
Zwischen 1988 und 2008 wuchs Mering um 3.573 Einwohner bzw. um ca. 37 %. Zwischen 1988 und 2019 wuchs der Markt von 9.535 auf 14.852 um 5.317 Einwohner bzw. um 55,8 % – neben Adelzhausen der stärkste prozentuale Zuwachs im Landkreis im genannten Zeitraum. Bedingt durch die günstige Verkehrsanbindung an Augsburg und München nimmt die Einwohnerzahl Merings beständig zu:
- 1840: 01.529 Einwohner
- 1871: 02.000 Einwohner
- 1930: 03.063 Einwohner
- 1961: 06.199 Einwohner
- 1970: 06.982 Einwohner
- 1980: 08.426 Einwohner
- 1991: 10.665 Einwohner
- 1995: 11.422 Einwohner
- 1999: 11.953 Einwohner
- 2005: 12.701 Einwohner
- 2010: 13.469 Einwohner
- 2015: 14.175 Einwohner
- 2019: 14.852 Einwohner
- 2022: 15.484 Einwohner[8]
- 2024: 16.193 Einwohner

## Politik

### Marktgemeinderat
Der Marktgemeinderat setzt sich aus dem 1. Bürgermeister und 24 Marktgemeinderatsmitgliedern zusammen. Die drei vergangenen Kommunalwahlen führten zu folgenden Ergebnissen:
| Parteien und Wählergemeinschaften             | 2020   | 2020   |      | 2014  | 2014 | 2008  | 2008 |
| Parteien und Wählergemeinschaften             | %      | Sitze  | %    | Sitze | %    | Sitze |      |
| Christlich-Soziale Union in Bayern (CSU)      | 36,3   | 9      | 46,4 | 11    | 44,0 | 11    |      |
| Sozialdemokratische Partei Deutschlands (SPD) | 20,4   | 5      | 33,2 | 8     | 33,0 | 8     |      |
| Bündnis 90/Die Grünen (Grüne)                 | 18,0   | 4      | 20,4 | 5     | 17,8 | 4     |      |
| Freie Demokratische Partei (FDP)              | –      | –      | –    | –     | 5,2  | 1     |      |
| Unabhängige Wählergemeinschaft (UWG)          | 25,3   | 6      | –    | –     | –    | –     |      |
| Gesamt                                        | 100    | 24     | 100  | 24    | 100  | 24    |      |
| Wahlbeteiligung                               | 65,5 % | 65,5 % |      |       |      |       |      |

### Bürgermeister
Erster Bürgermeister ist seit 1. Mai 2020 Florian A. Mayer (CSU); er wurde in der Stichwahl am 29. März 2020 mit 50,5 Prozent der Stimmen gewählt. Sein Vorgänger war von Mai 1996 bis April 2020 Hans-Dieter Kandler (SPD).

#### Die Bürgermeister der letzten 100 Jahre
1912–1919: Clemens Wohlgeschaffen
02.–06.1919: Johann Guggumos
1919–1925: Josef Brunnhuber
1925–1937: Clemens Wohlgeschaffen
1937–1938: Nikolaus Schelle
1938–1944: Benno Wagner
1945–1945: Xaver Wagner
1945–1946: Josef Scherer
1946–1960: Georg Koeniger
1960–1978: Josef Heinrich
1978–1996: Max Sedlmeir
1996–2020: Hans-Dieter Kandler
seit 2020: Florian A. Mayer

### Gemeindepartnerschaften
- Frankreich: Mering unterhält seit 1973 eine Gemeindepartnerschaft mit der ostfranzösischen Gemeinde Ambérieu-en-Bugey (zwischen Lyon und Genf).
- Israel: Mering hat seit 2014 eine Städtefreundschaft mit der israelischen Stadt Karmi’el.

### Wappen
| Wappen Gemeinde Mering | Blasonierung: „In Gold eine silberne Zinnenmauer, belegt mit einer aufsteigenden schwarzen Spitze, in der ein silbernes, golden begrifftes Hunnenschwert erscheint.“ |
| Wappen Gemeinde Mering | Wappenführung seit 1838, Rechtsgrundlage: Verleihung durch König Ludwig I., Beleg: ignat vom 29. März 1838                                                           |

## Wirtschaft und Infrastruktur

### Wirtschaft mit Land- und Forstwirtschaft
2013 gab es 2143 sozialversicherungspflichtig Beschäftigte am Arbeitsort. Sozialversicherungspflichtig Beschäftigte mit Wohnort Mering gab es insgesamt 5264. Damit hatte die Gemeinde um 3121 Personen mehr Aus- als Einpendler.
2010 existierten 39 landwirtschaftliche Betriebe. 1668 Hektar (62,2 %) der Gemeindefläche waren landwirtschaftlich genutzt, 486 Hektar (18,1 %) waren Wald. Die Siedlungsfläche betrug 501 Hektar (18,7 %).

### Verkehr

#### Straßenverkehr
Der Ort wird im Westen von der nach Augsburg führenden Bundesstraße 2 umgangen. In westlicher Richtung kann über Königsbrunn die Bundesstraße 17 erreicht werden. Die Bundesautobahn 8, Ausfahrt 76 (Odelzhausen), liegt ca. 19 Kilometer nordöstlich.

#### Schienenverkehr
Durch das Gemeindegebiet führt die Bahnstrecke München–Augsburg, an der in Mering zwei Bahnstationen existieren, der Bahnhof Mering, an dem die Ammerseebahn von Mering über Geltendorf und Dießen nach Weilheim beginnt, und der Haltepunkt Mering-St. Afra.
Am 4. Oktober 1840 eröffnete die private München-Augsburger Eisenbahn-Gesellschaft die Bahnstrecke München–Augsburg, an der in Mering ein Bahnhof errichtet wurde. Das Empfangsgebäude war ein dreigeschossiger Ziegelbau. Zum 1. Juni 1846 wurde die Bahnstrecke verstaatlicht und von den Königlich Bayerischen Staatseisenbahnen übernommen. Am 30. Juni 1898 wurde die Ammerseebahn von Mering über Geltendorf nach Weilheim eröffnet, wodurch der Bahnhof Mering vom Durchgangsbahnhof zum Trennungsbahnhof wurde. In den 1930er-Jahren wurde das alte dreigeschossige Empfangsgebäude durch ein flaches Gebäude ersetzt, das bis heute als Empfangsgebäude dient. Der Bahnhof besaß ursprünglich recht umfangreiche Gleisanlagen mit fünf Bahnsteiggleisen sowie Güter- und Abstellgleisen. Er wurde jedoch hauptsächlich im Regionalverkehr bedient, es hielten nur wenige Fernverkehrszüge. Bis zum 7. September 1970 wurde die Ammerseebahn zwischen Mering und Geltendorf elektrifiziert, um eine Umleitungsstrecke für die dicht befahrene Bahnstrecke München–Augsburg einzurichten. Von Herbst 2003 bis 2007 wurde der Bahnhof im Zuge des viergleisigen Ausbaus der Bahnstrecke München–Augsburg umgebaut und modernisiert, die Güter- und Abstellgleise wurden abgebaut. Im Dezember 2008 wurde an der Bahnstrecke München–Augsburg ein Haltepunkt im Meringer Ortsteil St. Afra fertiggestellt.
Der Bahnhof Mering hat heute vier Bahnsteiggleise an zwei Mittelbahnsteigen. Er wird auf der Bahnstrecke München–Augsburg im Halbstundentakt durch den Fugger-Express der Go-Ahead Bayern bedient. Unter diesem Namen verkehren im Stundentakt Regional-Express-Züge von München nach Ulm (RE9), Regionalbahnen von München nach Dinkelscherben (RB86) und Donauwörth (RB87), sowie im Zweistundentakt Züge von München nach Würzburg (RE80) und Aalen (RE89). Die Züge werden jeweils im Augsburger Hauptbahnhof geflügelt. In der Hauptverkehrszeit fahren zusätzliche Verstärkerzüge zwischen München und Augsburg bzw. ab Mering nach Augsburg. Auf der Ammerseebahn (RB67) verkehrt die Bayerische Regiobahn (BRB) im Stundentakt zwischen Augsburg-Oberhausen und Schongau. In der Hauptverkehrszeit setzt die BRB stündliche Verstärkerzüge zwischen Augsburg und Mering ein, die teilweise weiter nach Geltendorf fahren. Dadurch entsteht zwischen Augsburg und Mering ganztags ein rechnerischer 20-Minuten-Takt und in der Hauptverkehrszeit teilweise ein rechnerischer 10-Minuten-Takt. Fernverkehrszüge halten nicht in Mering.
Es halten fast alle Züge, die den Bahnhof Mering bedienen, auch am Haltepunkt Mering-St. Afra. Der Haltepunkt hat zwei Bahnsteiggleise, die an einem Mittelbahnsteig liegen.

#### Nahverkehr
Mering ist an den Augsburger Verkehrsverbund (AVV) mit den Linien RE9, RE80, RE89, RB86, RB87 (Bahnstrecke München–Augsburg) und RB67 (Ammerseebahn) angeschlossen. Daneben wird die Gemeinde durch acht Buslinien bedient, von denen sieben Linien der DB Regio Bus Bayern GmbH (DRB) im AVV verkehren. Sie verbinden Mering mit Augsburg oder den umliegenden Gemeinden und Ortsteilen. Eine weitere Buslinie verkehrt nach Landsberg am Lech.
Dreh- und Angelpunkt des Nahverkehrs ist dabei der Bahnhof Mering, der 2005 durch einen leistungsstarken Busbahnhof in direkter Nachbarschaft ergänzt wurde.

#### Flughäfen
Der nächste Verkehrsflughafen mit regelmäßigen Linienverbindungen ist der Flughafen München, der etwa 80 km (ungefähr 50 Autominuten) entfernt liegt. Der Flugplatz Augsburg (kein Linienverkehr) ist etwa 20 km (ca. 30 Autominuten) entfernt.

### Öffentliche Sicherheit

#### Gesundheitsversorgung
Bis zum Jahr 2003 gab es in Mering ein Kreiskrankenhaus. Dieses wurde im Zuge der Sparmaßnahmen im Gesundheitswesen geschlossen und in ein Gesundheits- und Sozialzentrum umgewandelt. Dort findet man nun folgende Einrichtungen:
- Chirurgische Praxis (Praxisclinic)
- Berufsschule für Altenpflege
- Rettungswache des Bayerischen Roten Kreuzes (BRK), 24 Stunden mit einem Rettungswagen besetzt
- Kurzzeitpflege/Tagespflege
- Hebamme
- Psychotherapeutin
- Urologe
- Praxis für Physiotherapie, Osteopathie, medizinische Trainingstherapie
- Das Fritz-Felsenstein-Haus mit zwei Wohngruppen für Behinderte[17]

Die ärztliche Grundversorgung in Mering ist in allen wichtigen Bereichen gesichert. Zahlreiche Allgemein- und Fachärzte sind im Gemeindegebiet ansässig. Durch die räumliche Nähe zu Augsburg und München steht auch eine große Auswahl an spezialisierten Medizinern und Kliniken zur Verfügung.

#### Feuerwehr
Durch die Bedeutung des Ortes Mering als Unterzentrum für den südlichen Landkreis ist die Freiwillige Feuerwehr Mering leistungsfähig ausgestattet.

#### Altersversorgung
Im Gemeindegebiet gibt es zwei Altenheime:
- St. Agnes, betrieben von der Caritas
- St. Theresia, betrieben von der Caritas seit Ende 2011, davor von den Theresienschwestern

## Kultur und Sehenswürdigkeiten

### Bildung
Im Jahr 2014 standen in Mering folgende Plätze zur Verfügung:
- 10 Kindertageseinrichtungen mit zusammen 627 Plätzen und 560 Besuchern
- 2 Volksschulen mit 29 Lehrern und 462 Schülern
- 1 Realschule mit 44 Lehrern und 431 Schülern

Kindergärten:
- Kindergarten Sommerkeller
- Kindergarten St. Afra
- Kindergarten Altes Kloster
- Kindergarten St. Margarita
- Kindergarten Kapellenberg
- Kindergarten Haus der kleinen Freunde „Farbkleckse“
- Kindergarten mit Altersmischung von 2 bis 12 Jahren im Netz für Kinder Kinderhaus Mering

Schulen:
- Grundschule Luitpoldstraße
- Grundschule Amberieustraße
- Staatliche Realschule
- Staatliches Gymnasium Mering (bis 08/2015 Außenstelle des Deutschherren-Gymnasiums Aichach)

Die Grundschule Amberieustraße, die Staatliche Realschule, das Gymnasium Mering sowie der Kindergarten St. Margarita und die Kinderbetreuungseinrichtung Kinderhaus Mering bilden zusammen das Meringer Schul- und Sportzentrum. In diesem Bereich befinden sich auch Sportanlagen und Spielplätze.

### Religion
Neben der katholischen Kirchengemeinde gibt es seit 1945 eine evangelisch-lutherische Gemeinde in Mering. Diese beteiligt sich am kulturellen Leben im Ort unter anderem mit Aktionen wie dem 2007er Kultur-Herbst mit Aufführungen und Vorspielen in der evangelischen Kirche an der Martin-Luther-Straße.
Als weitere Glaubensgemeinschaft ist die Neuapostolische Kirche (KDöR in Bayern seit Dezember 1983) mit eigenem Kirchengebäude in der Josef-Scherer-Straße (bis Mai 2008 Kanalstraße) vertreten. In diese Gemeinde wurden 2007 auch die Kirchenmitglieder aus dem Nachbarort Kissing integriert.
Nach den Angaben des Zensus vom 9. Mai 2011 waren 13.283 Einwohnern 7.645 römisch-katholisch (entspricht 57,6 %) und 1.839 evangelisch-lutherisch (entspricht 13,8 %).

### Theater und Musik
Das weltweit kleinste Opernhaus mit einem regelmäßigen Spielbetrieb besteht in Mering. Das Multum in Parvo Opernhaus pflegt das klassische Papiertheater und zeigt an fast jedem Wochenende im Jahr Opern in gekürzter Fassung, die mit Flachfiguren und opulenten Bühnenbildern samt ausgeklügelten Lichteffekten auf der kleinen Bühne zum Leben erweckt werden. Das Repertoire umfasst derzeit neun Opernklassiker von „Aida“ bis zur „Zauberflöte“. Nach der jeweiligen Aufführung bieten die Opernhausbetreiber ihrem Publikum dann noch die Möglichkeit, einen Blick hinter die Kulissen zu werfen.
2016 fanden in Mering die weltweit ersten internationalen Opernfestspiele für Papiertheaterbühnen statt, die beim Publikum sehr großen Anklang fanden. Veranstalter war der gemeinnützige Meringer Verein Opera in Stellis e. V. Im Jahr 2018 wird es eine Fortsetzung geben.
1896 wurde der Theaterclub Mering gegründet der 1912 im Heimat- und Volkstrachtenverein „Almarausch“ Mering aufgegangen ist. Der Verein spielt bis heute jährlich im Herbst ein Bauerntheater.

### Freizeit- und Sportanlagen
Der Markt verfügt im Schul- und Sportzentrum über:
- Dreifachturnhalle für Schulsport
- Fußballplatz mit Tribüne und Tartanbahn
- Trainingsplätze
- Beachvolleyballfeld
- Anlage für Stockschützen
- Tennisanlagen
- Dreifachturnhalle (Eduard-Ettensberger-Halle) an der Realschule (im Oktober 2009 eröffnet)

Darüber hinaus existieren:
- Mehrzweckhalle
- Freibad
- Skater- und Streethockeyanlage
- Schützenheim (KK-Schützen)
- Trachtenheim (Trachtenverein „Almarausch“ Mering)[21]

### Sehenswürdigkeiten
- Heimatmuseum Mering
- Pfarrkirche St. Michael

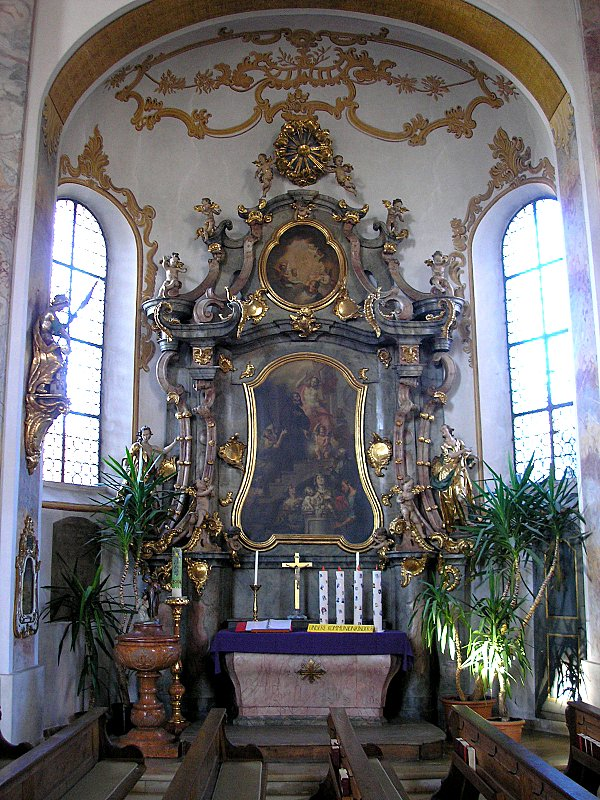
Blick zum Altar der Nordkapelle in der Pfarrkirche St. Michael

- Wehranlage St. Michael mit Kirchbogen
- Kapelle St. Franziskus
- St.-Leonhards-Kapelle
- Samerkapelle
- Marktplatz-Brunnen
- S'Brünnle am Zwanzger
- Sperlingsbrunnen
- Schloss Mering
- Vorderer Schlossberg (Mering)
- Hinterer Schlossberg (Mering)
- Naturschutzgebiet Meringer Zwanzger (Feuchtwiesen)
- Lechtalheiden im Meringer Einzugsbereich

## Persönlichkeiten

### In Mering geboren
- Gabriel Luidl (1688–1748), Hofbildhauer am Hof des bayerischen Kurfürsten Max Emanuel
- Simon Brunnhuber (1884–1936), Luftfahrtpionier
- Fritz Heidenreich (1895–1966), Porzellanbildner
- Max Hofmann (1861–1931), oberbayerischer Mundartdichter
- Josef Ferdinand Kleindinst (1881–1962), Politiker der CSU
- Eusebius (Maximilian) Lohmeier (1897–1949), Missionsbenediktiner, Märtyrer von Tokwon [22]
- Adam Luidl (vor 1645–1681), Bildhauer
- Lorenz Luidl (um 1645–1719), Barockbildhauer
- Joseph Vogler (1661–1708), Theologe
- Auguste Unertl (1864–1941), Schriftstellerin und Mäzenin
- Georg Pfeilschifter (1870–1936), Theologe und Religionswissenschaftler
- Anton Vogler (1882–1961), SS-Brigadeführer und Generalmajor der Waffen-SS
- Marie Zettler (1885–1950), Politikerin, Publizistin und Mitglied der Weimarer Nationalversammlung für die Bayerische Volkspartei
- Johann Weber (1939–2021), Heimatforscher und Ortschronist von Mering
- Franz Paulus alias Fralau (* 1963), Zauberkünstler
- Raphael Endraß (* 1991), Rapper, bekannt als eRRdeKa

### Mit Mering verbunden
- Ritter Erasmus Diepperskircher (15./16. Jahrhundert), Pfleger (siehe St. Michael (Mering))
- Richard Anton Nikolaus Carron du Val (1793–1846), Jurist und erster rechtskundiger Bürgermeister der Stadt Augsburg; von 1815 bis 1816 Leiter der Herrschaftsgerichte in Mering
- Joseph Renftle (1823–1881), altkatholischer Geistlicher
- Anton Hauser (Priester) (1840–1913), römisch-katholischer Geistlicher; hielt für lange Zeit an den Sonntagen Gottesdienst
- Josef Königer, baute die Guillotine für Räuber Kneißl
- Hermann Behrbohm (1907–1977), Mathematiker; lebte mit seiner Familie in Mering
- Josef Ernst (1924–2014), Landwirt, Gemeinderat und Träger des Goldenen Ehrenrings von Mering
- Waldemar Nowey (* 1927), Pädagoge, Bildungsforscher und Schriftsteller; unterrichtete in den 1950er/1960er Jahren in der Gemeinde
- Gerhard Hund (1932–2024), Schachspieler, -funktionär und -journalist sowie Computerpionier; spielte ab 2008 für den Schachklub Mering
- Peter Worm (Jurist) (* 1957), Verwaltungsjurist; lebt in Mering
- Caroline Mardaus (* 1959), Schriftstellerin, Lehrerin und freie Journalistin; verbrachte große Teile ihrer Jugend in Mering
- Udo Zelinka (1959–2006), katholischer Theologe und Professor für Moraltheologie; Priester in der Pfarrgemeinde
- Jürgen Haller (* 1961), ehemaliger Fußballspieler und heutiger -trainer; erste Trainerstelle beim SV Mering
- Thomas Schwartz (* 1964), römisch-katholischer Priester, Theologe, Honorarprofessor, Autor, Verleger und Fernsehmoderator; Pfarrer in Mering von 2010 bis 2021
- Martin Gaksch (* 1965), Journalist und Verleger; Gründer des Cybermedia-Verlags in Mering
- Peter Tomaschko (* 1973), Politiker (CSU) und Verwaltungswirt; besuchte die Realschule Mering
- Alexander Rosen (* 1979), deutscher Fußballspieler, aufgewachsen in Mering
- Christian Cappek (* 1990), ehemaliger Fußballspieler; spielte von seinem vierten bis zum elften Lebensjahr beim SV Mering
- Lukas Petkov (* 2000), Fußballspieler; erlernte Fußballspielen in der Jugend des SV Mering.